# Bathyaploactis
Bathyaploactis är ett släkte av fiskar. Bathyaploactis ingår i familjen Aploactinidae.
Kladogram enligt Catalogue of Life:
| Bathyaploactis | \| \| Bathyaploactis curtisensis \| \| \| \| \| \| Bathyaploactis ornatissima \| \| \| \| |
|                | \| \| Bathyaploactis curtisensis \| \| \| \| \| \| Bathyaploactis ornatissima \| \| \| \| |
|                | Acanthosphex                                                                              |
|                |                                                                                           |
|                | Adventor                                                                                  |
|                |                                                                                           |
|                | Aploactis                                                                                 |
|                |                                                                                           |
|                | Aploactisoma                                                                              |
|                |                                                                                           |
|                | Cocotropus                                                                                |
|                |                                                                                           |
|                | Erisphex                                                                                  |
|                |                                                                                           |
|                | Kanekonia                                                                                 |
|                |                                                                                           |
|                | Matsubarichthys                                                                           |
|                |                                                                                           |
|                | Neoaploactis                                                                              |
|                |                                                                                           |
|                | Paraploactis                                                                              |
|                |                                                                                           |
|                | Peristrominous                                                                            |
|                |                                                                                           |
|                | Prosoproctus                                                                              |
|                |                                                                                           |
|                | Pseudopataecus                                                                            |
|                |                                                                                           |
|                | Ptarmus                                                                                   |
|                |                                                                                           |
|                | Sthenopus                                                                                 |
|                |                                                                                           |
|                | Xenaploactis                                                                              |
|                |                                                                                           |
|                | Bathyaploactis curtisensis                                                                |
|                |                                                                                           |
|                | Bathyaploactis ornatissima                                                                |
|                |                                                                                           |

|  | Bathyaploactis curtisensis |
|  |                            |
|  | Bathyaploactis ornatissima |
|  |                            |